# Cantón Atahualpa
El cantón ecuatoriano Atahualpa, cuya cabecera cantonal es la ciudad de Paccha se encuentra ubicado en el centro geográfico de la provincia de El Oro, en Ecuador. Recibe su nombre en honor al último inca, Atahualpa. Tiene una superficie de 281.9 kilómetros cuadrados y una población mayor a 6 112 habitantes.
Es uno de los cantones más importantes de El Oro, Antes de la llegada de los españoles, ya existieron asentamientos indígenas de ascendencia cañaris, y diferentes fundaciones de su capital como se conoce, Yacuviña, Haripoto, y finalmente Zui Zuo Zurimpalta (Paccha)  esto ha dado lugar a la riqueza arqueológica que posee Atahualpa, muestra de ello son los vestigios en Yacuviñay lo que ha despertado el interés de turistas nacionales y extranjeros para ser conocidos y estudiados. Su actividad económica se basa en la ganadería, cultivos de ciclo corto, la industrialización de lácteos y explotación Minera.

## Límites
Sus límites son al norte con los cantones Chilla y Pasaje, al sur con los Cantones Piñas y Zaruma, y al este con el Cantón Zaruma.
Al norte con el Cantón Chilla,
al sur con el Cantón Piñas,
al este con el Cantón Zaruma,
y al noroeste con el Cantón Santa Rosa.

## División administrativa
Posee seis parroquias:

### Parroquia urbana
- Paccha, llamada así en honor a la madre del inca Atahualpa, la princesa quiteña Paccha Duchicela.

### Parroquias rurales
- Ayapamba
- Cordoncillo
- Milagro
- San José
- San Juan de Cerro Azul

## Clima
Templado- Mesotermico

## Altura
Muy Variado 1000 en las estribaciones y valles a 3200 m s. n. m. en las zonas altas de la cordillera.

## Cantonización
25 de abril de 1984.
Las fiestas de Aniversario de la Cantonización, por disposición del Gobierno Autónomo Descentralizado del Cantón, son en el mes de agosto de cada año,  que son celebradas con la feria ganadera, cabalgatas y rodeo montubio, y en donde además se realiza un desfile cívico-militar, en donde participan las autoridades del Cantón y la Provincia, e Instituciones Educativas, al día siguiente después del 10 de agosto de cada año.
Atahualpa es uno de los más recientes cantones, creado en el año de 1984 cuyo primer Presidente del Municipio fue el Sr. Lcdo Máximo Tinoco y el vicepresidente el Lic. Jorge E. Romero Guzmán.

## Administraciones municipales (Alcaldes de Atahualpa)
- Lcdo. Máximo Tinoco (10 de agosto de 1984 - 10 de agosto de 1986)
- Sr. Florecio Toro Carchipulla (10 de agosto de 1986 - 10 de agosto de 1988)
- Sr. Manuel Sánchez Matamoros (10 de agosto de 1988 - 10 de agosto de 1992)
- Ing. Manuel Buele Buele (10 de agosto de 1992 - 10 de agosto de 1996) y (10 de agosto de 1996 - 10 de agosto de 2000) Hasta el momento único alcalde que ha ocupado la administración municipal por dos ocasiones consecutivas.
- Prof. José Ruilova Tinoco (10 de agosto de 2000 - 15 de enero de 2005) (31 de julio de 2009 - hasta el 14  de mayo del 2014)
- Dr. Exar Quezada Pérez (15 de enero de 2005 - 31 de julio de 2009)(14 de mayo de 2014-hasta el 14 de mayo de 2019) (15 de mayo de 2023 - ?). Hasta el momento único alcalde que ha ocupado la administración municipal por tres ocasiones.
- Ing. Bismark Ruilova Reyes (15 de mayo de 2019 - 14 de mayo de 2023)

Administraciones municipales desde 1984
- 1.ª Administración. Lcdo. Máximo Tinoco (10 de agosto de 1984 - 10 de agosto de 1986).
- 2.ª Administración. Sr. Florencio Toro Carchipulla (10 de agosto de 1986 - 10 de agosto de 1988).
- 3.ª Administración. Sr. Manuel Sánchez Matamoros (10 de agosto de 1988 - 10 de agosto de 1992).
- 4.ª. Administración. Ing. Manuel A. Buele Buele (10 de agosto de 1992 - 10 de agosto de 1996).
- 5.ª. Administración. Ing. Manuel A. Buele Buele (10 de agosto de 1996 - 10 de agosto de 2000).(Reelecto).
- 6.ª. Administración. Prof. José Ruilova Tinoco (10 de agosto de 2000 - 15 de enero de 2005).
- 7.ª. Administración. Dr. Exar Quezada Pérez (15 de enero de 2005 - 31 de julio de 2009)
- 8.ª. Administración. Prof. José Ruilova Tinoco (31 de julio de 2009 -14  de mayo de 2014)
- 9.ª. Administración. Dr. Exar Quezada Pérez (14 de mayo de 2014 - 14 de mayo de 2019)
- 10.ª. Administración. Ing. Bismark Ruilova Reyes (14 de mayo de 2019 - 14 de mayo de 2023)
- 11.ª. Administración. Dr. Exar Quezada Pérez (15 de mayo de 23 - ? 2027)

En síntesis, son once las Administraciones Municipales que han pasado por el cantón Atahualpa.